# Ахмед Уаттара
Ахмед Уаттара (фр. Ahmed Ouattara, нар. 15 грудня 1969, Абіджан) — івуарійський футболіст, що грав на позиції нападника, зокрема за низку європейських клубних команд, а також за національну збірну Кот-д'Івуару.

## Клубна кар'єра
У дорослому футболі дебютував 1989 року виступами за команду «Африка Спортс», в якій провів п'ять сезонів. 
1994 року на запрошення швейцарського «Сьйона» перебрався до Європи. Попри непогану результативність не зумів відразу стати гравцем основного складу і наступного року був відданий в оренду до португальського «Спортінга».
Повернувшись на початку 1997 року до «Сьйона», став стабільним гравцем основного складу і відзначався забитим голом у середньому у кожній другій грі першості Швейцарії. Влітку 1998 року перейшов до «Базеля», а ще за півроку став гравцем іспанської «Екстремадури».
Згодом у 1999–2001 роках грав за саудівський «Аль-Шабаб» та португальський «Салгейруш», а завершував ігрову кар'єру на батьківщині у складі «АСЕК Мімозас», за яку виступав протягом 2001—2002 років.

## Виступи за збірну
1989 року дебютував в офіційних матчах у складі національної збірної Кот-д'Івуару.
У складі збірної був учасником Кубка африканських націй 1994 року в Тунісі, де разом з командою здобув «срібло», а також Кубка африканських націй 1998 року в Буркіна Фасо.
Загалом протягом кар'єри в національній команді, яка тривала 11 років, провів у її формі 21 матч, забивши 4 голи.

## Титули і досягнення
- Володар Кубка Швейцарії (1):

«Сьйон»: 1994-1995
- Володар Суперкубка КАФ (1):

«Африка Спортс»: 1992
- Володар Кубка арабських чемпіонів (1):

«Аль-Шабаб»: 1999
- Бронзовий призер Кубка африканських націй: 1994